# Stiretrus anchorago
Stiretrus anchorago – gatunek pluskwiaka z podrzędu różnoskrzydłych i rodziny tarczówkowatych.
Samce osiągają od 7 do 8, a samice od 8 do 9 mm. Ubarwienie zmienne: błyszcząco niebieskie, zielone, purpurowe, czerwone lub pomarańczowe, czasem z kremowymi elementami. Tarczka długa, szeroko owalna. U samców na spodzie ciała łatki owłosienia.
Pluskwiak drapieżny, polujący na larwy chrząszczy i motyli.